# 長岡館
長岡館（ながおかだて）は、岩手県紫波郡紫波町にあった日本の城。「長岡城跡」の名で昭和50年（1975年）3月25日付で紫波町指定史跡に指定されている。

## 概要
北上川東方の館山の山頂部に東西400メートル、南北350メートルの規模で築かれた山城で、山頂には内堀と土塁がめぐり、中核部から北東と南西に張出し郭が続く。

## 沿革
築城時期は不明。館主の長岡氏は高水寺城を本拠とした足利氏一門・斯波氏の重臣で、長岡八右衛門は東西長岡、山屋、船久保、砂子沢の五ヶ村を領したとされる。出自は大萱生氏や江柄氏などと同じ河村党（河村氏一族）とも、室町幕府管領細川高国を祖とし越後国長岡から移り斯波氏に仕えたともいわれる。
天正16年（1588年）、南部信直の斯波郡攻略に際して、城主・長岡八右衛門詮尹は斯波詮直方に属して奮戦したが、後に信直に仕え千石を給される（『奥南落穂集』）。
天正20年（1592年）の『諸城破却書上』には「長岡 平城 破 南部東膳助 持分」とあり、破却された。
慶長5年（1600年）、旧領回復を狙った斯波氏一揆に際して、斯波詮直は当初この長岡館に入城する計画であったが、家臣・貝志田与三の変心によって果たせず大萱生氏のもとに敗走した。

## 参考資料
- 『岩手県史 第2巻 中世篇 上』岩手県、1961年3月25日。
- 『岩手県史 第3巻 中世篇 下』岩手県、1961年10月20日。
- 「角川日本地名大辞典」編纂委員会『角川日本地名大辞典 3 岩手県』角川書店、1985年。ISBN 4040010302。
- 児玉幸多、坪井清足『日本城郭大系 第2巻 青森・岩手・秋田』新人物往来社、1980年7月15日。
- 紫波町教育委員会2023『紫波町文化財調査報告書2022：町内金鉱山遺跡詳細分布調査報告書』紫波町教育委員会